# Ghidfalău
Ghidfalău [ɟidfaˈləu] (ungarisch Gidófalva) ist eine Gemeinde im Kreis Covasna in der Region Siebenbürgen in Rumänien.

## Geographische Lage

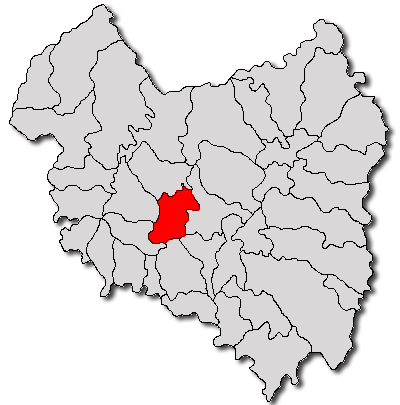
Lage der Gemeinde Ghidfalău im Kreis Covasna

Die Gemeinde Ghidfalău liegt in den Südausläufern des Bodoc Gebirges im historischen Szeklerland. Etwa in der Mitte des Kreises Covasna am Oberlauf des Flusses Olt (Alt) befindet sich Ghidfalău an der Kreisstraße (Drum județean) DJ 121A acht Kilometer nördlich von der Kreishauptstadt Sfântu Gheorghe (Sankt Georgen) entfernt. Der nächstgelegene Bahnhof an der Bahnstrecke Sfântu Gheorghe–Adjud befindet sich in der Nachbargemeinde Arcuș.

## Geschichte
Der mehrheitlich von Szeklern bewohnte Ort Ghidfalău, wurde erstmals 1332 urkundlich erwähnt.
Auf eine Besiedlung des Ortes Ghidfalău in der Latènezeit oder Anfang des Frühmittelalters, deuten archäologische Funde auf dem Areal von den Einheimischen genannten Șanțul adânc (ungarisch Mélyárok). Zahlreiche Funde aus unterschiedlichen Zeitalter (Jungsteinzeit, Frühbronzezeit, Latènezeit) wurden auch auf dem Areal des eingemeindeten Dorfes Fotoș (ungarisch Fotosmartonos) gemacht.
Laut Angaben des Verzeichnisses historischer Denkmäler des Ministeriums für Kultur und nationales Erbe (Ministerul Culturii și Patrimoniului Național) werden Besiedlungen auch auf dem Gebiet des eingemeindeten Dorfes Angheluș (ungarisch Angyalos) auf dem Areal Templomnyír (rumänisch Mestecănișul Bisericii) im 7./8. Jahrhundert im Dorfzentrum, und im eingemeindeten Dorf Zoltan (ungarisch Étfalvazoltán) in der Römerzeit vermerkt.
In einem Lexikon von 1839 vermerkt Ignaz Lenk von Treuenfeld, dass Ghidfalău ein ungarisches Grenzdorf mit Szekler und Rumänen bewohnt ist und eine griechisch-katholische Kirche hat.
Zur Zeit des Königreichs Ungarn gehörte Ghidfalău dem Stuhlbezirk Sepsi in der Gespanschaft Háromszék (rumänisch Comitatul Trei-Scaune). Anschließend gehörte Micfalău dem historischen Kreis Trei-Scaune (deutsch Drei Stühle) und ab 1950 dem heutigen Kreis Covasna an.
Das Maßnahmenprogramm LEADER der Europäischen Union hat auch hier in der Gemeinde Ghidfalău bei unterschiedlichen Entwicklungskonzepten beigetragen.
Die Verwaltung der Gemeinde Ghidfalău hat Anfang 2019 einen Fünfjahresplan beschlossen, wobei die benachteiligte Gemeindebevölkerung – Arbeitslose, Obdachlose, Roma, Behinderte, alte Menschen, Problemfamilien – besser integriert werden sollen.

## Bevölkerung
Die Bevölkerung der heutigen Gemeinde Ghidfalău entwickelte sich wie folgt:
| 1850 | 2.420 | 49 | 2.331 | - | 40           |
| 1966 | 2.759 | 44 | 2.598 | 4 | 113          |
| 2002 | 2.614 | 43 | 2.546 | 1 | 24           |
| 2011 | 2.660 | 33 | 2.526 | - | 101 (Roma 5) |
| 2021 | 2.614 | 47 | 2.355 | 2 | 210          |

Seit 1850 wurde in der heutigen Gemeinde die höchste Einwohnerzahl und die der Magyaren, der Rumäniendeutschen und der Roma (113) 1966 ermittelt. Die höchste Anzahl der Rumänen (49) wurde 1930 registriert.

## Sehenswürdigkeiten
- Die reformierte Kirche im Gemeindezentrum[11] im 13. Jahrhundert errichtet, im 15. mit einer Ringmauer bewehrt,[3] 1878 erneuert, steht unter Denkmalschutz.[6] Forscher fanden heraus, dass ein Wandgemälde auf der Westwand des Kirchenschiffs eine Szene der Legende von St. Ladislau zeigt, im unteren Teil der Westwand befindet sich die Szene des Kampfes zwischen dem Heiligen Georg und dem Drachen und im oberen Bereich der Nordwand des Kirchenschiffs sind Szenen wie die Geburt Christi, die Magier aus dem Osten, das Töten von Säuglingen in Bethlehem, der Einzug Jesu in Jerusalem und das Abendmahl Jesu zu erkennen.[12]
- Im eingemeindeten Dorf Zoltan die reformierte Kirche 1792 errichtet,[13] das Landhaus Benkő-Zágoni 1832 errichtet[14] und das barocke Tor (im 18. Jh. errichtet, 2010 erneuert) des ehemaligen Herrenhauses Czirjék,[15] stehen unter Denkmalschutz.[6]

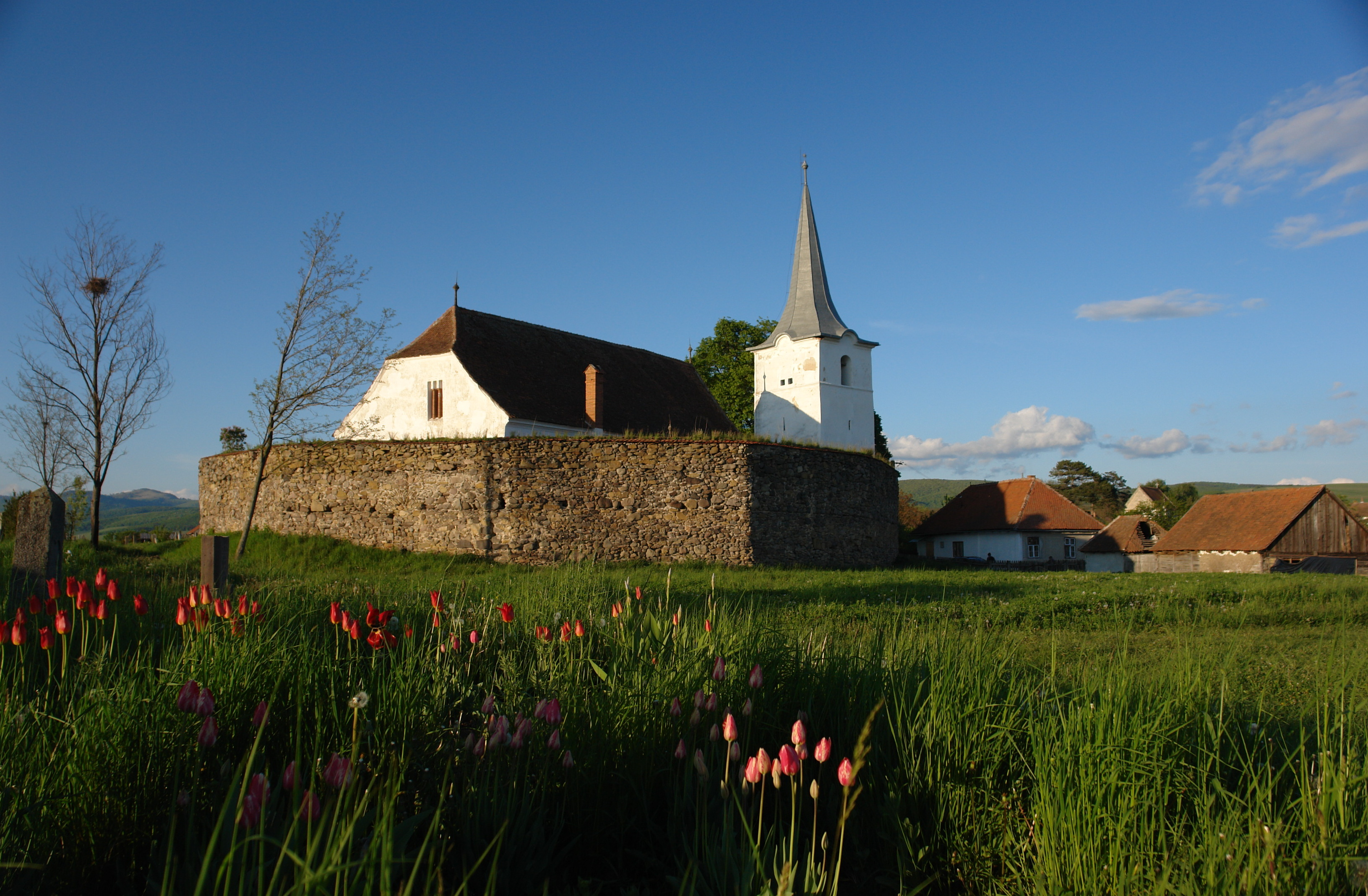
Kirche in Ghidfalău
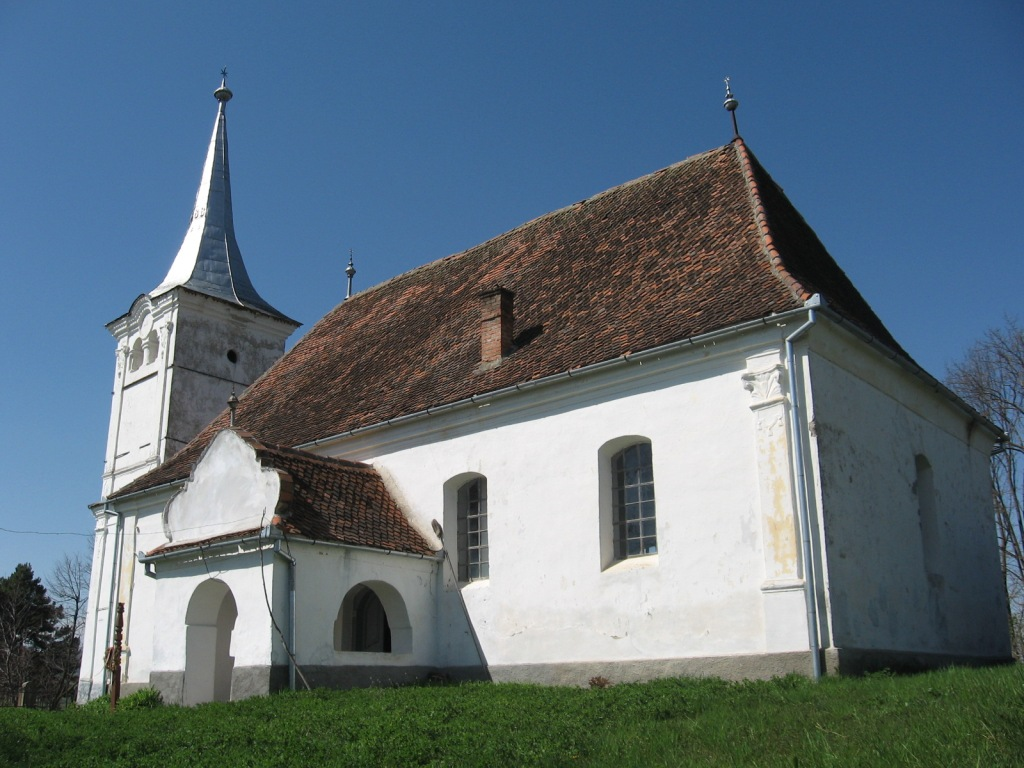
Kirche in Zoltan
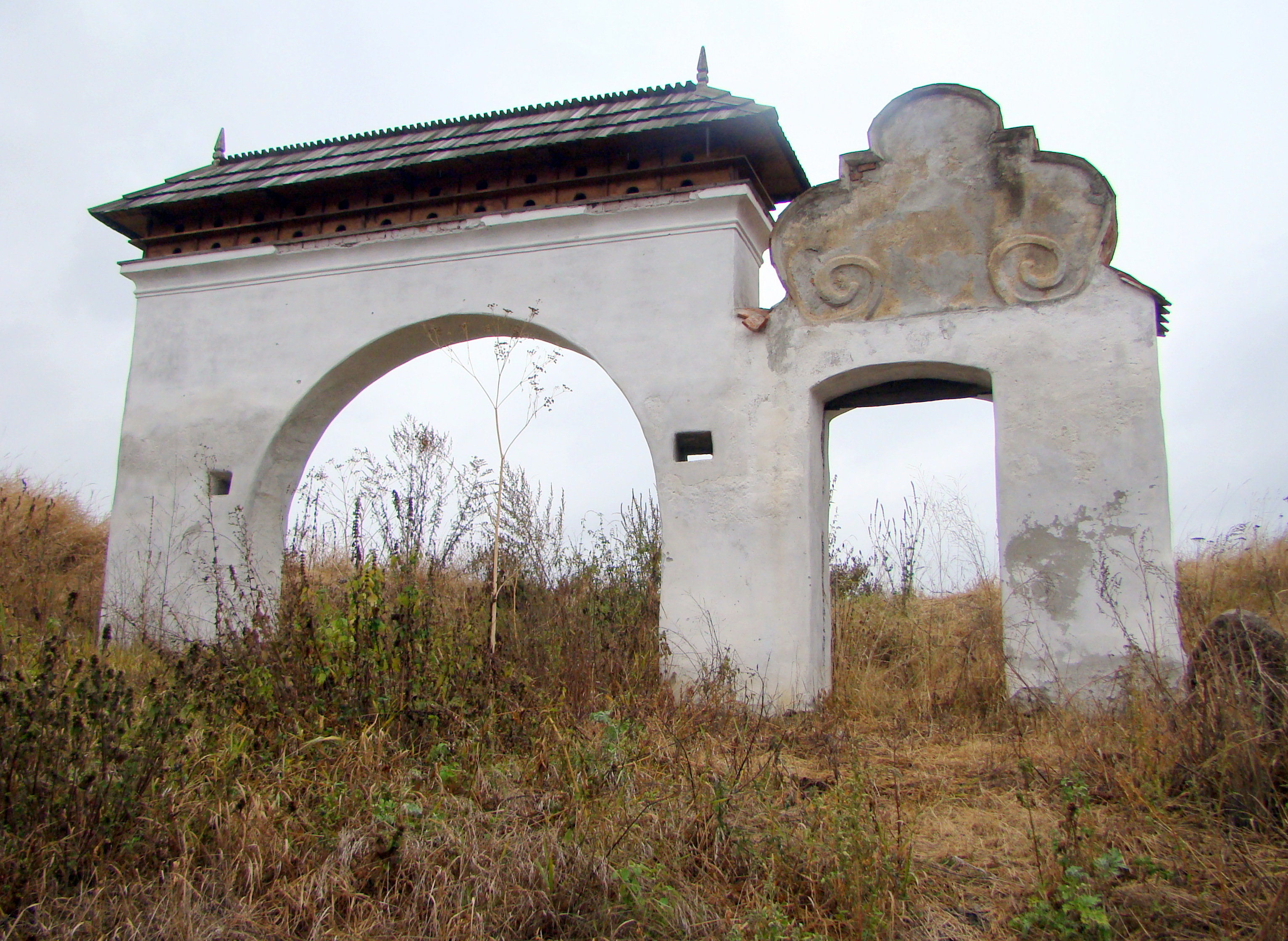
Barockes Tor in Zoltan
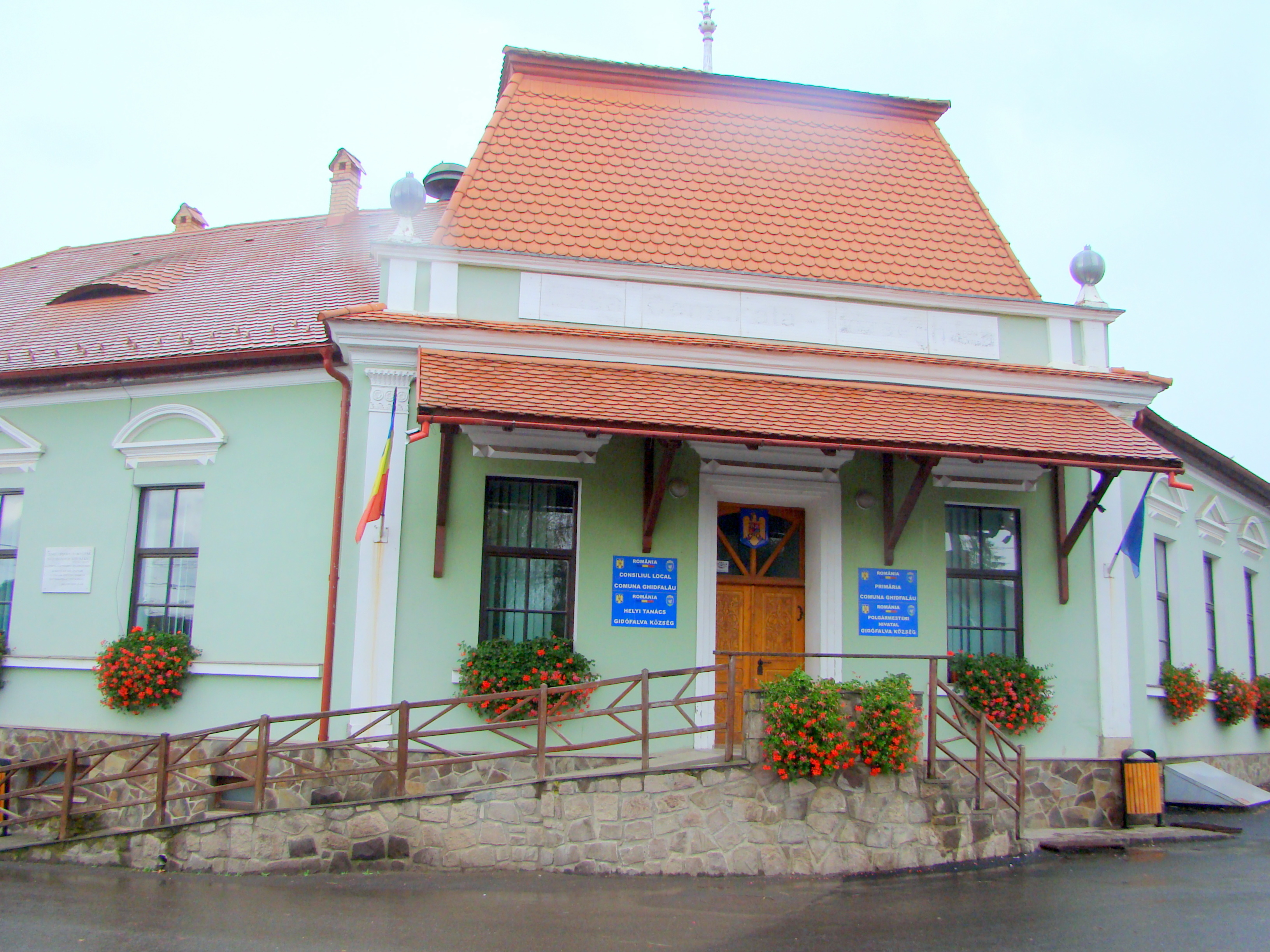
Rathaus in Ghidfalău

## Persönlichkeiten
- Elek Forró (1813–1893), geboren in Angyalos, war ein ungarischer Offizier.[16]
- János Czecz (1822–1904), war ein österreichischer und argentinischer Offizier und ungarischer Freiheitskämpfer.
- Gábor Kozsokár (* 1941), Jurist und Politiker, war von 1990 bis 2000 Senator der UDMR Covasnas.[17]